# Tom Amrhein
Tom Amrhein (Baltimore,1911 - data de morte desconhecida) foi um futebolista norte-americano. Ele competiu na Copa do Mundo FIFA de 1934, sediada na Itália, na qual a seleção de seu país terminou na última colocação dentre os 16 participantes.